# Gauliga Pommern 1937/38

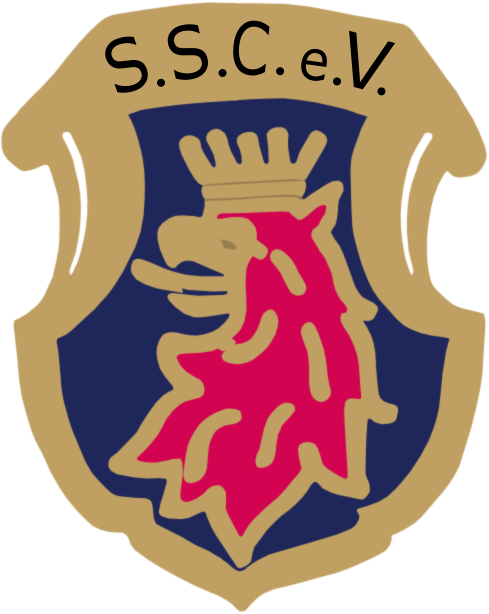
Stettiner SC – Meister Gauliga Pommern 1938

Die Gauliga Pommern 1937/38 war die fünfte Spielzeit der Gauliga Pommern des Deutschen Fußball-Bundes. Die Gauliga Pommern wurde in dieser Saison erstmals in einer Gruppe mit zehn Mannschaften ausgespielt. Die Gaumeisterschaft sicherte sich zum zweiten Mal der Stettiner SC und qualifizierte sich dadurch für die deutsche Fußballmeisterschaft 1937/38. Bei dieser wurden die Stettiner Gruppendritter der Gruppe A hinter dem Hamburger SV und Eintracht Frankfurt und vor Yorck Boyen Insterburg.
Die beiden Militärsportvereine MSV Graf Schwerin Greifswald und MSV Mackensen Neustettin stiegen in die zweitklassigen Bezirksklassen ab.

## Kreuztabelle
| 1937/38                     | Stettiner SC | MTV Pommerensdorf | SV Viktoria Stolp | SV Germania Stolp | Polizei SV Stettin | SV Preußen-Borussia Stettin | Greifswalder SC | FC Pfeil Lauenburg | MSV Mackensen Neustettin | MSV Graf Schwerin Greifswald |
| --------------------------- | ------------ | ----------------- | ----------------- | ----------------- | ------------------ | --------------------------- | --------------- | ------------------ | ------------------------ | ---------------------------- |
| Stettiner SC                |              | 3:1               | 5:0               | 3:1               | 1:0                | 7:0                         | 10:0            | 2:2                | 2:0                      | 9:0                          |
| MTV Pommerensdorf           | 2:1          |                   | 2:1               | 2:0               | 3:1                | 7:3                         | 1:1             | 4:1                | 8:1                      | +0:0 a                       |
| SV Viktoria Stolp           | 1:1          | 2:1               |                   | 3:2               | +0:0 b             | 8:1                         | 2:3             | 1:1                | 3:1                      | 7:2                          |
| SV Germania Stolp           | 1:1          | 1:0               | 1:4               |                   | 0:3                | 3:3                         | +0:0 c          | 2:1                | 2:1                      | 5:0                          |
| Polizei SV Stettin          | 1:4          | 2:1               | 1:1               | 1:1               |                    | 1:0                         | 0:3             | 2:1                | 2:2                      | 4:0                          |
| SV Preußen-Borussia Stettin | 2:2          | 2:4               | 3:1               | 2:2               | 2:2                |                             | +0:0 d          | +0:0 e             | 8:2                      | 4:0                          |
| Greifswalder SC             | 1:7          | 1:2               | 1:1               | 1:0               | 0:1                | 3:2                         |                 | 2:1                | 3:5                      | 9:1                          |
| FC Pfeil Lauenburg          | 0:6          | 4:3               | 3:4               | 0:2               | 3:0                | 0:2                         | 4:1             |                    | 1:0                      | 4:3                          |
| Graf Schwerin Greifswald    | 1:6          | 1:3               | 0:3               | 0:0+ f            | 0:1                | 2:1                         | 0:4             | 0:0+ g             |                          | 0:0                          |
| MSV Mackensen Neustettin    | 0:3          | 0:1               | 1:1               | 0:0+ a            | 4:0                | 2:4                         | 2:1             | 1:3                | 2:2                      |                              |

## Abschlusstabelle
| Pl. | Verein                           | Sp. | S  | U | N  | Tore    | Quote | Punkte |
| --- | -------------------------------- | --- | -- | - | -- | ------- | ----- | ------ |
| 1.  | Stettiner SC                     | 18  | 13 | 4 | 1  | 073:130 | 5,62  | 30:60  |
| 2.  | MTV Pommerensdorf                | 18  | 12 | 1 | 5  | 045:250 | 1,80  | 25:11  |
| 3.  | SV Viktoria Stolp (M)            | 18  | 9  | 5 | 4  | 043:290 | 1,48  | 23:13  |
| 4.  | SV Germania Stolp                | 18  | 8  | 4 | 6  | 023:250 | 0,92  | 20:16  |
| 5.  | Polizei SV Stettin               | 18  | 7  | 4 | 7  | 022:260 | 0,85  | 18:18  |
| 6.  | SV Preußen-Borussia Stettin      | 18  | 7  | 4 | 7  | 039:460 | 0,85  | 18:18  |
| 7.  | Greifswalder SC                  | 18  | 7  | 2 | 9  | 034:390 | 0,87  | 16:20  |
| 8.  | FC Pfeil Lauenburg               | 18  | 7  | 2 | 9  | 029:350 | 0,83  | 16:20  |
| 9.  | MSV Graf Schwerin Greifswald (N) | 18  | 2  | 3 | 13 | 018:490 | 0,37  | 07:29  |
| 10. | MSV Mackensen Neustettin         | 18  | 2  | 3 | 13 | 018:570 | 0,32  | 07:29  |

| (M) | Titelverteidiger               |
| (N) | Aufsteiger aus der Bezirksliga |

## Aufstiegsrunde
Qualifiziert für die Aufstiegsrunde waren die Meister der vier zweitklassigen Bezirksklassen Grenzmark, Mitte, Ost und West. Die vier Mannschaften traten im Rundenturnier mit Hin- und Rückspiel aufeinander, die beiden bestplatzierten Vereine stiegen zur kommenden Spielzeiten in die Gauliga auf.
| Pl. | Verein                                                                     | Sp. | S | U | N | Tore    | Quote | Punkte |
| --- | -------------------------------------------------------------------------- | --- | - | - | - | ------- | ----- | ------ |
| 1.  | LSV Pütnitz (Sieger Bezirksklasse Pommern Gruppe West)                     | 4   | 2 | 1 | 1 | 009:500 | 1,80  | 05:30  |
| 2.  | SV Nordring Stettin (Sieger Bezirksklasse Pommern Gruppe Mitte)            | 4   | 1 | 2 | 1 | 004:700 | 0,57  | 04:40  |
| 3.  | HSV Hubertus Kolberg (Sieger Bezirksklasse Pommern Gruppe Ost)             | 4   | 1 | 1 | 2 | 005:600 | 0,83  | 03:50  |
| 4.  | FC Viktoria Schneidemühl h (Sieger Bezirksklasse Pommern Gruppe Grenzmark) | 0   | 0 | 0 | 0 | 000:000 | 1,00  | 0:0    |